# Titu Cusi
Titu Cusi Yupanqui (nakon krštenja Don Diego de Castro Titu Cusi Yupanqui) (Cuzco, 1526. – Vilcabamba, 1571.), vladar Inka u Vilcabambi (1563. – 1571.). Bio je sin Manca Ince Yupanquija te brat Sayri Túpaca i Túpaca Amarua.
Nakon što se njegov brat Sayri Túpac dogovorio sa Španjolcima i odrekao naslova Sapa Inke, vlast u Vilcabambi je preuzeo Titu Cusi. Uspio je sklopiti primirje s konkvistadorima iz Lime te je čak pristao da će dozvoliti dolazak misionara u Vilcabambu da podučavaju narod kršćanstvu. Čak se 1568. godine pokrstio uzevši kršćansko ime Diego de Castro te je prihvatio učenje redovnika Marcosa Garcije i Diega Ortiza.
Uspkros tome što je prihvatio kršćanstvo, odvažio se poslati pismo španjolskom kralju Filipu II. u kojem se tuži na loš tretman domorodaca od strane španjolske kolonijalne vlasti. Njegova rana smrt bacila je sumnju da je otrovan, zbog čega su Inke ubile misionare, što je obnovila neprijateljstvo između kolonijalne vlasti i Vilcabambe.
| prethodnik Sayri Túpac | Kralj Inka carstva vladar Vilcabamba Carstva 1563. - 1571. | nasljednik Túpac Amaru |